# Clyde Tombaugh
Clyde William Tombaugh (Streator, 4 febbraio 1906 – Las Cruces, 17 gennaio 1997) è stato un astronomo statunitense.
È conosciuto soprattutto per la scoperta di Plutone nel 1930. Plutone, che venne considerato il nono pianeta del sistema solare, fu riclassificato nel 2006 come pianeta nano.

## Biografia
Tombaugh nacque da una famiglia contadina nel 1906 in Illinois. Appassionato di astronomia fin da ragazzo, si costruì da solo un telescopio per fare schizzi dei pianeti. Inviò poi gli schizzi a V.M. Slipher, direttore del Lowell Observatory di Flagstaff, in Arizona. Questi dovette rimanerne impressionato poiché offrì un posto all'Osservatorio a Tombaugh che vi entrò nel 1929, abbandonando per sempre il mondo agricolo della sua famiglia di origine.

### La scoperta di Plutone

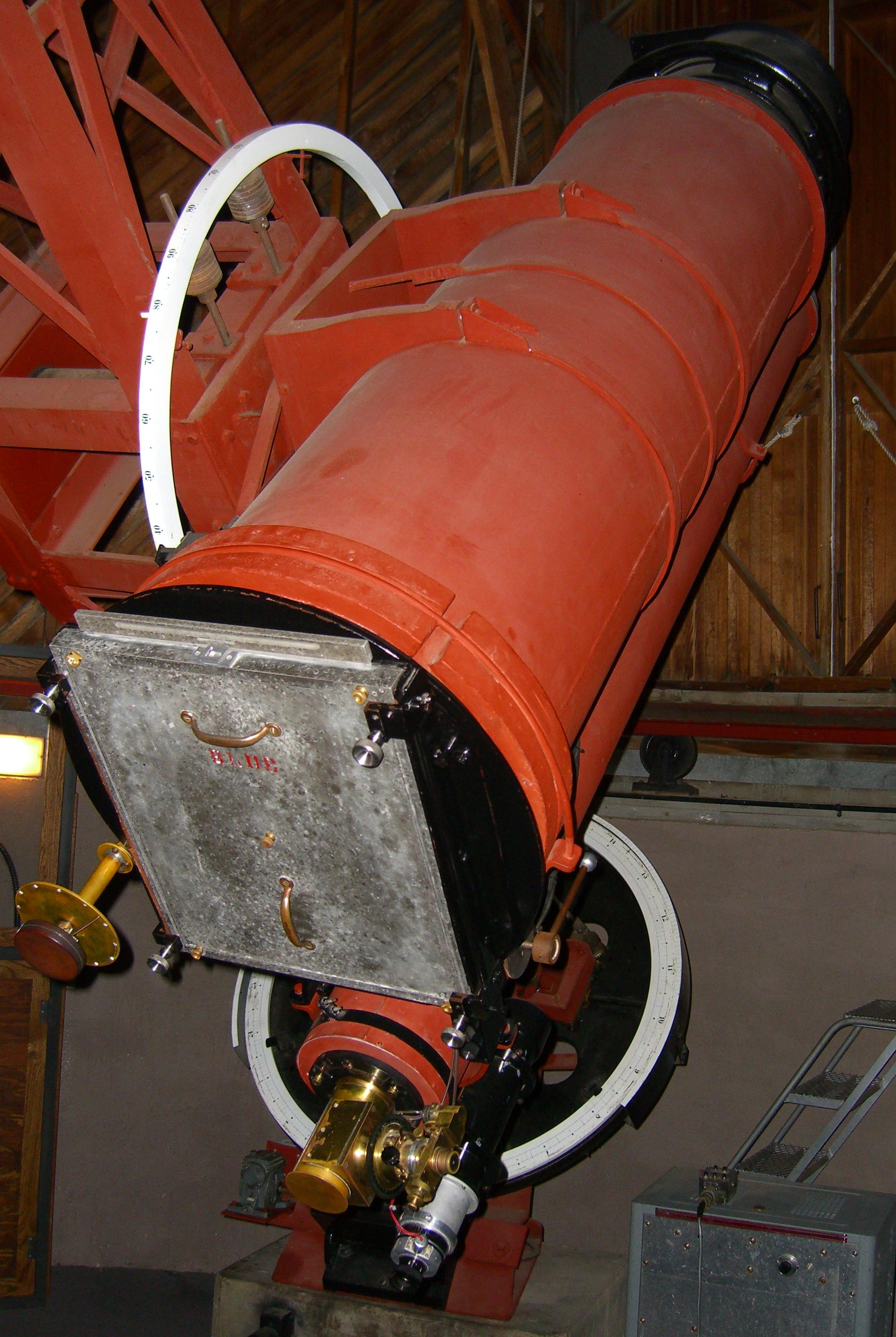
L'astrografo da 13 pollici che Tombaugh usò nella ricerca del nuovo pianeta.

Percival Lowell, sulla base di presunte imperfezioni nelle previsioni dei moti di Urano e Nettuno, aveva previsto già nel 1905 la posizione di un eventuale nono pianeta. Tombaugh utilizzò un astrografo da 13 pollici per scattare foto della stessa porzione di cielo a distanza di alcune notti per facilitarne l'individuazione, Tombaugh inventò una macchina, un tipo di stereocomparatore che mostrava alternativamente le lastre fotografiche, per scoprire se qualcosa si era mosso rispetto allo sfondo delle stelle fisse. Era un lavoro impegnativo perché ogni fotogramma di cielo conteneva migliaia di oggetti. Si calcola che Tombaugh osservò circa 45 milioni di oggetti celesti. Il 18 febbraio 1930, sei mesi dopo il suo arrivo all'Osservatorio Lowell, Tombaugh individuò Plutone.
Tombaugh stesso racconta così la scoperta di Plutone:
Mi diressi subito nell'ufficio del direttore. Cercando di controllarmi, entrai nell'ufficio ostentando indifferenza.
– Dr. Slipher, ho trovato il suo Pianeta X»
Risultò subito chiaro che Plutone era molto piccolo, forse troppo per perturbare a sufficienza l'orbita di Urano e Nettuno. Tombaugh continuò invano la ricerca del decimo pianeta.
Inoltre a partire dal 1929 scoprì ben 14 asteroidi.

### La polemica col Lowell Observatory
Dopo la scoperta di Plutone, Tombaugh conseguì il bachelor in astronomia nel 1936 e il master nella stessa disciplina nel 1938. 
Durante la Seconda guerra mondiale prestò servizio come professore, insegnando astronomia navale al personale della Marina. Nel 1945, al suo ritorno, fu licenziato da Vesto Slipher, il direttore dell'Osservatorio Lowell, ufficialmente per mancanza di fondi. Tombaugh si è sempre detto convinto che il vero motivo di questo trattamento fu proprio la scoperta di Plutone:

### Carriera successiva
In seguito Tombaugh si interessò della costruzione di razzi a White Sands, in Nuovo Messico, per conto dell'esercito. Quindi tornò alle osservazioni, insegnando presso l'Università statale del Nuovo Messico a Las Cruces. Ritiratosi dall'insegnamento nel 1973, rimase a Las Cruces, dove morì il 17 gennaio 1997.
Dopo i funerali il suo corpo è stato cremato.

### New Horizons

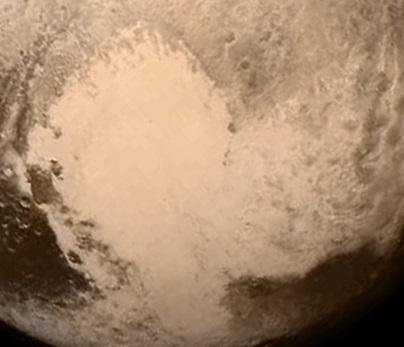
La caratteristica superficiale di Plutone chiamata Tombaugh Regio, è stata ufficialmente denominata Tombaugh Regio in suo onore, dopo le immagini scattate dalla New Horizons nel 2015.

La sonda spaziale New Horizons, lanciata il 19 gennaio 2006, contiene una parte delle ceneri di Tombaugh. Al termine della missione del 2015, la sonda ha continuato la sua corsa nello spazio e quelli di Tombaugh sono gli unici resti umani ad aver lasciato il Sistema Solare.

## Riconoscimenti
Nel 1931 fu premiato dalla Royal Astronomical Society con la medaglia Jackson-Gwilt.
Nel 1990 ha ricevuto la Medaglia Rittenhouse.
Gli è stato dedicato un cratere sul pianeta Marte di 60 km di diametro.
Gli è stato dedicato l'asteroide 1604 Tombaugh.
Dopo le prime immagini di Plutone giunte dalla sonda New Horizons che mostravano un'ampia regione chiara a forma di cuore sulla superficie plutoniana, chiamata per questo inizialmente "Cuore di Plutone", gli scienziati del team della New Horizons hanno ribattezzato tale regione come Tombaugh Regio.

## Asteroidi scoperti
| Designazione    | Scoperta          |
| --------------- | ----------------- |
| 2839 Annette    | 5 ottobre 1929    |
| 2941 Alden      | 24 dicembre 1930  |
| 3310 Patsy      | 9 ottobre 1931    |
| 3583 Burdett    | 5 ottobre 1929    |
| 3754 Kathleen   | 16 marzo 1931     |
| 3775 Ellenbeth  | 6 ottobre 1931    |
| 3824 Brendalee  | 5 ottobre 1929    |
| 4510 Shawna     | 13 dicembre 1930  |
| 4755 Nicky      | 6 ottobre 1931    |
| 5701 Baltuck    | 26 ottobre 1929   |
| 6618 Jimsimons  | 16 settembre 1936 |
| 7101 Haritina   | 17 ottobre 1930   |
| 7150 McKellar   | 11 ottobre 1929   |
| (8778) 1931 TD3 | 10 ottobre 1931   |
| 134340 Pluto    | 18 febbraio 1930  |

Ha scoperto anche la cometa periodica 274P/Tombaugh-Tenagra, anche se all'epoca essa non fu riconosciuta come tale.